# Le Vieux qui ne voulait pas fêter son anniversaire
Pour le film, voir Le Vieux qui ne voulait pas fêter son anniversaire (film).
Le Vieux qui ne voulait pas fêter son anniversaire (en suédois : Hundraåringen som klev ut genom fönstret och försvann, soit  « le centenaire qui est sorti par la fenêtre et qui a disparu ») est un roman suédois de Jonas Jonasson, publié originellement en suédois en 2009, et traduit en 2011 par Caroline Berg pour les Presses de la Cité.
Mû par son instinct, un pensionnaire fugue de sa maison de retraite le jour de son centième anniversaire. Le livre raconte ses aventures et, en parallèle, toutes celles de sa longue vie.

## Résumé
Le jour de son centième anniversaire, Allan Karlsson s'enfuit soudainement de sa maison de retraite.
N'ayant aucune idée de son itinéraire, Allan arrive à la gare routière et se voit confier une valise à roulettes remplie de 500 000 couronnes suédoises par un jeune homme surnommé Bulten, appartenant au gang Never Again, ce dernier ayant besoin d'aller aux W.C. Le centenaire se rend en bus pour une destination à 50 couronnes suédoises, « empruntant » par hasard la valise de Bulten, qui n'était pas ressorti des toilettes avant le départ du bus. Allan atterrit près d'une vieille gare désaffectée habitée par Julius Jonsson, un magouilleur fuyant la société. Les deux "voleurs" fraternisent et Julius offre le gîte et le couvert à Allan. Cependant, Bulten, après avoir suivi la trace de Allan, fait irruption en plein repas et s'en prend aux deux hommes. Ceux-ci parviennent à le maîtriser et l'enferment dans la chambre froide de Julius. Agacés par les menaces et les hurlements de leur prisonnier, ils allument la chambre froide, avant d'y oublier leur prisonnier, qui y mourra de froid. Le lendemain, Julius et Allan décident de quitter les lieux et d'emporter le corps de Bulten afin de le cacher. Après l'avoir placé dans un conteneur d'une usine métallurgique en partance pour Djibouti, ils rencontrent Benny Ljungberg, un vendeur de saucisses ambulant aux multiples compétences qu'ils engagent comme chauffeur et achètent sa voiture, avant que celui-ci ne devienne leur complice. Après avoir roulé toute la journée, ils arrivent en quête de gîte chez Gunilla Björklund, une rousse qui s'est isolée avec son chien et qui a recueilli une éléphante nommée Sonja. Elle et Benny tombent amoureux au premier regard. Retrouvés par le deuxième gangster de Never Again (Hinken), ils arrivent à s'en débarrasser en faisant asseoir Sonja sur le bandit. Julius et Benny cachent le corps de Hinken dans la voiture de ce dernier et l'emmène en ville, afin d'acheter de l'essence pour la brûler. La voiture est cependant volée par le gang du frère de Hinken, et revendue à un exportateur letton, qui découvre le cadavre. Furieux, il envoie la voiture à la casse avec son cadavre toujours dissimulé à l'intérieur. Bientôt poursuivis par la police comme une bande de criminels — alors que celle-ci était initialement à la simple recherche d'un centenaire disparu —, les huit compères achètent un car afin de transporter l'éléphant.
La bande va se réfugier chez le frère de Benny, Bosse, peu regardant sur la légalité des procédés qu'il emploie. Durant le trajet, le chef de Never Again, voulant les arrêter, est blessé lors d'un accident de voiture. Les quatre amis le prennent en charge ; ancien associé de Bosse, il finit naturellement par s'intégrer à la bande.
Cependant, le passeport de Bulten est retrouvé sur la victime d'un attentat à Djibouti, et le corps d'Hinken est retrouvé à Riga. Jusque-là persuadé de la culpabilité de la bande dans trois meurtres (à cause de traces de sang dans la voiture du Chef), le procureur se retrouve à court d'arguments devant les journalistes, et innocente involontairement « la bande » en voulant gagner du temps.
Les personnages, y compris l'éléphante, s'envolent pour Bali.
La cavale d'Allan est l'occasion d'un « roman dans le roman », où l'on apprend ses nombreuses pérégrinations, avant de se retrouver en maison de retraite à quatre-vingt-dix-neuf ans, jusqu'à sa fugue.

### Le roman dans le roman: la vie d'Allan
Sa curiosité, son indéfectible optimisme, son apolitisme pragmatique, sa capacité à déformer la vérité au besoin l'ont mené tout autour de la Terre, dînant et s'en « jetant un coup » avec les plus grands de ce monde. Le père d'Allan est mort en Russie pendant la Révolution de Février, adhérant aux idées communistes de façon radicale avant de prendre parti pour le Tsar Nicolas II.
Devenu très jeune expert en explosifs (il a été coursier pour une entreprise de dynamite dès l'âge de neuf ans en 1914), il passe pour un fou et, à la suite d'un accident tragique (l'épicier Gustavsson arrive en voiture sur la propriété d'Allan au moment où ses essais d'explosifs commencent et est éparpillé en mille morceaux), finit en asile pendant un an, où il subit les lubies d'un psychologue (raciologue) et finit castré chimiquement. Remis en liberté, il devient artificier dans une fabrique de canons, il accompagne en 1936 en Espagne son coéquipier ; engagé dans l'armée républicaine pour dynamiter des ponts, il sauve néanmoins la vie de Franco mais peu intéressé par la politique, il demande à partir et prend le premier bateau qui se rend aux États-Unis, et arrive à New York le 1er septembre 1939.
Puis, expliquant qu'il est expert en explosif, il atterrit à Los Alamos et, servant le café, il apprend tout sur la bombe atomique, explique à Oppenheimer comment il faut faire, résout pour les physiciens de Harry S. Truman le problème majeur pour le contrôle du moment de son explosion.
En Chine, en 1947, il est chargé de faire sauter des ponts pour le compte de Tchang Kaï-chek. Opposé au viol de Jiang Qing, la troisième épouse de Mao Tsé Toung, il s'enfuit avec elle et retourne vers la Suède à pied en passant par l'Himalaya. Arrêté par les services de sécurité en Iran, il s'enfuit en faisant exploser l'immeuble et est guidé jusqu'à l'ambassade de Suède par un pasteur anglais illuminé. Rapatrié (après un coup de fil de Allan à Truman, de Truman au premier ministre suédois, et de ce dernier à l'ambassade) en Suède par avion en tant qu'attaché militaire, il fait la connaissance de Winston Churchill dont il a évité l'attentat en Iran. 
En Suède, Iouli Borisovitch Popov, un physicien soviétique l'approche pour acheter ses compétences atomiques. En URSS, il est convié à dîner par Staline, qui se fâche lorsqu'Allan a le malheur de citer Verner von Heidenstam, poète qui fut proche d'Hitler (ce qu'Allan ignorait). Allan est condamné au travail forcé à Vladivostok, où il fait la connaissance d'Herbert Einstein, le demi-frère d'Albert ; l'indulgence des gardiens à l'égard de ce dernier, en raison de sa stupidité, leur permet de s'échapper, jusqu'en Corée du Nord, en habit de maréchal russe après avoir fait exploser un convoi d'armes à destination de la Corée du nord qui détruit le goulag et la ville. 
Il se fait recevoir par Kim Jong-Il ; démasqué par le vrai maréchal, il est sauvé par Mao, reconnaissant de ce qu'Allan a fait pour son épouse. Mao et Kim Jong-Il lui donnent passeport et argent pour se rendre à Bali, où Herbert Einstein épouse une femme aussi maladroite que lui, mais suffisamment avide de pouvoir pour devenir gouverneur de Bali. À la suite d'événements politiques, Allan Karlsson, Herbert et Amanda Einstein sont affectés à l'ambassade indonésienne à Paris. Il en résulte un dîner avec De Gaulle et Johnson au cours duquel Allan apprend à De Gaulle que son secrétaire est un espion soviétique ; Allan se retrouve seul à dîner avec Johnson, déçu par le fait qu'Allan ait donné la recette de la bombe atomique aux Soviétiques, mais qui décide finalement d'employer Allan comme agent secret pour recruter Iouli afin de donner aux États-Unis des informations sur l'arsenal soviétique. Allan et Iouli se mettent d'accord pour donner aux États-Unis et aux Soviétiques des rapports leur indiquant qu'ils ont respectivement un arsenal plus important, les incitant ainsi au désarmement.
Une fois Iouli et sa femme transplantés à New York, Allan retourne en Suède où il achète un chalet dans lequel il vit avec un chat et des poules. Un jour, le chat ayant vieilli, un renard l'attrape. En colère, Allan, à 99 ans, fait sauter son chalet par accident (car il avait oublié son entrepôt d'explosif, justement placé près du piège à renard) et, pris en charge par les affaires sociales, est installé en maison de retraite d'où il s'échappe pour son centième anniversaire.

## Les personnages
Allan Emmanuel Karlsson
Le héros du roman. On suit en parallèle ses aventures postérieures à sa fugue à sa maison de retraite, et les grandes aventures de sa vie passée.
Optimiste et prêt à aider pour peu qu'on le lui demande gentiment : lorsque le premier ministre suédois (mis au courant par Truman de ses connaissances atomiques) le recommande au directeur du programme atomique, ce dernier - politiquement opposé - le congédie ; Allan le laisse faire car il « n'a pas posé les bonnes questions ».
Julius Jonsson
Ancien escroc, septuagénaire et retiré dans une maison près de la gare d'un petit village
Benny Ljungberg
Un vendeur de hot-dogs qui a suivi une innombrable quantité d'études, sans jamais passer son diplôme pour profiter d'un héritage qui lui est versé tant qu'il est étudiant et qui dilapide l'héritage. Il devient le chauffeur de Julius et d'Allan lors de leur rencontre à son stand de hot-dogs.
Il tombe amoureux de Gunilla au premier regard et ne boit jamais d'alcool.
Bosse
Frère de Benny, qui hébergera les trois personnages ci-dessus.
Au début du livre, en conflit avec son frère. En effet, Benny et Bosse choisissent de suivre des études courtes pour toucher l'héritage aussi vite que possible. Cependant, Benny ne passe jamais le diplôme de ses études, ce qui lui permet de continuer d'apprendre nombre de sujets (médecine, littérature, langues...) grâce à la pension qui lui est versée tant qu'il est étudiant (il devient d'ailleurs l'un des hommes les plus éduqués de Suède), jusqu'au jour où le notaire lui apprend que l'héritage a été entièrement versé et qu'il ne reste rien. Benny se retrouve alors sans aucun diplôme (puisqu'il les a évités à chaque fois pour continuer à étudier), et son frère qui attendait le jour de la fin de ses études sans aucune part de l'héritage promis, si ce n'est la pension versée pendant ses courtes études. D'où le conflit entre les deux frères, qui ne sera pardonné que lorsque Benny vient se réfugier chez lui avec ses amis et, surtout, avec beaucoup d'argent.
Gunilla Björklund, dite « Mabelle »
Une quadragénaire rousse qui vit seule avec son chien (Buster) et une éléphante (Sonja) qu'elle a recueillie après que celle-ci s'est échappée d'un cirque et perdue. Elle parle de façon très familière, voire vulgaire.
Benny l'appelle « ma belle » lors de leur rencontre, d'où son surnom.
Göran Aronsson, inspecteur
Inspecteur en charge d'élucider le mystère du centenaire qui a fui sa maison de retraite et est impliqué dans des affaires potentiellement criminelles.
Lorsqu'il retrouve enfin toute la bande, le procureur les innocente. Il comprend qu'ils mènent le procureur en bateau, mais fait mine de ne pas savoir, car il se sent attiré par cette bande, qu'il rejoindra à la fin, étant en grand manque affectif et de liens sociaux.
Conny Ranelid
Procureur qui voit dans cette affaire l'avènement de sa carrière. Convaincu que le vieillard et ses amis ont bien commis un meurtre, il les innocente par inadvertance lorsque ses preuves s'écroulent. Il souhaite néanmoins que la bande lui raconte sa version des faits. Ce qu'ils font sous la forme d'une histoire abracadabrante, que le procureur n'a pas d'autre choix que de prendre pour argent comptant.
Herbert Einstein
Frère d'Albert Einstein, idiot et incapable notoire, compagnon d'aventures d'Allan pendant de nombreuses années, à la suite de la rencontre avec Staline (Herbert a, lui, été enlevé par le chef de la sécurité soviétique, car confondu avec son frère).
Ni Wayan Laksmi, dite « Amanda », devenue Amanda Einstein
Femme indonésienne d'Herbert Einstein. Au début serveuse sur une plage, elle devient gouverneur de Bali puis Ambassadrice de l'Indonésie à Paris, puis...
Iouli Borisovitch
Physicien russe, avec qui Allan partage le secret de la bombe atomique lors d'une beuverie. Ils deviennent amis et espions pour les États-Unis.

## Faits historiques imaginaires
- C'est grâce à Allan que les USA ont pu fabriquer la bombe atomique

Il a tout appris, et trouvé la solution aux problèmes des physiciens américains en leur servant le café
- A la page 146 de l'édition française, il est dit que l'équipage d'un B52 attendait l'ordre de bombarder Hiroshima la veille du 6 août 1945.

Ce type d'appareil n'était pas encore en service. C'est le B29 Enola Gay qui réalisa la mission.
- Lors de son interrogatoire par le Premier ministre iranien, Allan prétend avoir saboté les deux réacteurs de l'avion de Glenn Miller supposé être un agent nazi.

L'appareil dans lequel périt le célèbre musicien ne possédait pas de réacteur. C'était un Noorduyn Norseman, monomoteur à hélice.
- C'est grâce à Allan que l'URSS a pu fabriquer la bombe atomique

Allan refuse de livrer à Staline ses connaissances sur la bombe atomique. Mais au cours de la traversée qui l'a amené en URSS, Allan et Iouli ont fait un concours de boisson. Sans le vouloir, Allan a livré à Iouli « quelques explications ».
- Un immense incendie a complètement détruit Vladivostok

Quand Allan et Herbert s'échappent de Vladivostok, ils créent une « diversion ». Les choses s'enchaînent en un gigantesque incendie qui gagne toute la ville et détruit Vladisvostok en moins de vingt minutes.
- En apprenant cela, Staline  pique une énorme colère, ce qui provoque une crise cardiaque qui lui est fatale.

## Éditions françaises
Édition originale
- Jonas Jonasson (trad. du suédois par Caroline Berg), Le Vieux qui ne voulait pas fêter son anniversaire : roman [« Hundraåringen som klev ut genom fönstret och försvann »], Paris, Presses de la Cité, 10 mars 2011, 453 p., 23 cm (ISBN 978-2-258-08644-9, BNF 42360639)

Édition en gros caractères
- Jonas Jonasson (trad. du suédois par Caroline Berg), Le Vieux qui ne voulait pas fêter son anniversaire : roman [« Hundraåringen som klev ut genom fönstret och försvann »], Le Mans, éd. Libra Diffusio, 26 janvier 2012, 514 p., 24 cm (ISBN 978-2-84492-506-0, BNF 42620971)

Édition au format de poche
- Jonas Jonasson (trad. du suédois par Caroline Berg), Le Vieux qui ne voulait pas fêter son anniversaire [« Hundraåringen som klev ut genom fönstret och försvann »], Paris, éd. Pocket, coll. « Pocket » (no 14857), mars 2012, 506 p., 18 cm (ISBN 978-2-266-21852-8, BNF 42608541)
- Jonas Jonasson (trad. du suédois par Caroline Berg), Le Vieux qui ne voulait pas fêter son anniversaire [« Hundraåringen som klev ut genom fönstret och försvann »], Paris, France Loisirs, coll. « Piment », 522 p. (ISBN 978-2-298-04890-2)

Livre audio
- Jonas Jonasson (trad. du suédois par Caroline Berg), Le Vieux qui ne voulait pas fêter son anniversaire [« Hundraåringen som klev ut genom fönstret och försvann »], Paris, éd. Pocket, coll. « Pocket » (no 14857), 3 juillet 2013 (ISBN 978-2-35641-597-4, BNF 43622468)Texte intégral ; narrateur : Philippe Résimont ; support : 2 disques compacts audio MP3 ; durée : 12 h 48 min ; référence éditeur : Audiolib 25 1479 2.

## Adaptation cinématographique
Le roman a été adapté au cinéma par Felix Herngren ; le film est sorti en mai 2014. Les personnages principaux sont tenus par Robert Gustafsson (Allan Karlsson), Mia Skäringer (Gunilla), Iwar Wiklander (Julius) et David Wiberg (Benny).